# Півострів Ното

Півострів Ното

Піво́стрів Но́то (яп. 能登半島, のとはんとう, МФА: [noto hantoː]) — півострів у центральній частині японського острова Хонсю. Розташований у префектурах Ісікава й Тояма. Найбільший півострів острова в районі Японського моря.

## Короткі відомості
Протяжність з півночі на південь — близько 100 км, із заходу на схід — від 30 до 50 км. Більша частина розташована на території префектури Ісікава, а східна частина основи — в місті Хімі префектури Тояма.
Східну частину півострова, що омивається водами Тоямської затоки, називають «Внутрішньою» (Утіура); західну, що омивається водами Японського моря, — «Зовнішньою» (Сотоура). Крім цього, передню крайню частину півострова називають — «Далеким Ното» (Оку-Ното), основу півострова — «Приступами Ното» (Куті-Ното), а берегову лінію в районі міст Нанао й Хімі — «Морською» (Надаура). З внутрішньої сторони півострова розташований острів Ното, який розділяє затоку Нанао на малі частини — Південну, Західну і Північну.
Рельєф півострова пагорбистий, подекуди рівнинний. Найвища точка розташована неподалік основи — гора Ходацу, висотою 637 м. Вона є складовою пагорбів Ходацу, що пролягають з півночі на південь і служать кордоном між префектурами Ісікава й Тояма.